# Partido judicial de Guadalajara
El partido judicial n.º 1 de la provincia de Guadalajara o partido judicial de Guadalajara es uno de los tres partidos judiciales (junto con el Partido judicial de Sigüenza y el Partido Judicial de Molina de Aragón) en los que se divide la provincia de Guadalajara (España). Tiene como cabeza la ciudad de Guadalajara. Engloba a ciento cincuenta y cuatro municipios del centro, oeste y sur de la provincia.

## Municipios
El ámbito territorial, que viene regulado por el Real Decreto 529/1983, de 9 de marzo, comprende los municipios de:
- Abánades
- Alaminos
- Alarilla
- Albalate de Zorita
- Albares
- Alcocer
- Aldeanueva de Guadalajara
- Alhóndiga
- Alique
- Almoguera
- Almonacid de Zorita
- Alocén
- Alovera
- Aranzueque
- Arbancón
- Arbeteta
- Argecilla
- Armallones
- Armuña de Tajuña
- Atanzón
- Auñón
- Azuqueca de Henares
- Barriopedro
- Berninches
- Brihuega
- Budia
- Cabanillas del Campo
- Campillo de Ranas
- Cañizar
- Canredondo
- El Cardoso de la Sierra
- Casa de Uceda
- El Casar
- Casas de San Galindo
- Caspueñas
- Castilforte
- Centenera
- Chillarón del Rey
- Chiloeches
- Cifuentes
- Ciruelas
- Cogollor
- Cogolludo
- Copernal
- El Cubillo de Uceda
- Driebes
- Durón
- Escamilla
- Escariche
- Escopete
- Espinosa de Henares
- Esplegares
- Fontanar
- Fuencemillán
- Fuentelahiguera de Albatages
- Fuentelencina
- Fuentelviejo
- Fuentenovilla
- Gajanejos
- Galápagos
- Guadalajara
- Henche
- Heras de Ayuso
- Hita
- Hontoba
- Horche
- Hueva
- Humanes
- Illana
- Las Inviernas
- Irueste
- Ledanca
- Loranca de Tajuña
- Lupiana
- Majaelrayo
- Málaga del Fresno
- Malaguilla
- Mantiel
- Marchamalo
- Masegoso de Tajuña
- Matarrubia
- Mazuecos
- Membrillera
- La Mierla
- Millana
- Miralrío
- Mohernando
- Monasterio
- Mondéjar
- Montarrón
- Moratilla de los Meleros
- Muduex
- Ocentejo
- El Olivar
- Pareja
- Pastrana
- Peñalver
- Peralveche
- Pioz
- Pozo de Almoguera
- Pozo de Guadalajara
- Puebla de Beleña
- Puebla de Valles
- Quer
- El Recuenco
- Renera
- Retiendas
- Riba de Saelices
- Robledillo de Mohernando
- Romanones
- Sacecorbo
- Sacedón
- Saelices de la Sal
- Salmerón
- San Andrés del Rey
- Sayatón
- Solanillos del Extremo
- El Sotillo
- Sotodosos
- Tamajón
- Taragudo
- Tendilla
- Torija
- Torre del Burgo
- Torrecuadradilla
- Torrejón del Rey
- Tórtola de Henares
- Tortuero
- Trijueque
- Trillo
- Uceda
- Utande
- Valdarachas
- Valdearenas
- Valdeavellano
- Valdeaveruelo
- Valdeconcha
- Valdegrudas
- Valdenuño Fernández
- Valdepeñas de la Sierra
- Valderrebollo
- Valdesotos
- Valfermoso de Tajuña
- Valtablado del Río
- Villanueva de Argecilla
- Villanueva de la Torre
- Villaseca de Uceda
- Viñuelas
- Yebes
- Yebra
- Yélamos de Abajo
- Yélamos de Arriba
- Yunquera de Henares
- Zorita de los Canes